# Lista di asteroidi (645001-646000)
Di seguito una lista di asteroidi dal numero 645001  al 646000 con data di scoperta e scopritore.

## 645001–645100
| Nome   | Designazione provvisoria | Data di scoperta  | Scopritore                |
| ------ | ------------------------ | ----------------- | ------------------------- |
| 645001 | 2007 CR27                | 16 dicembre 2006  | Spacewatch                |
| 645002 | 2007 CC30                | 23 marzo 2003     | SDSS Collaboration        |
| 645003 | 2007 CO34                | 25 gennaio 2007   | Spacewatch                |
| 645004 | 2007 CC35                | 6 febbraio 2007   | Spacewatch                |
| 645005 | 2007 CP36                | 26 gennaio 2007   | Spacewatch                |
| 645006 | 2007 CS38                | 6 febbraio 2007   | Mount Lemmon Survey       |
| 645007 | 2007 CU44                | 10 febbraio 2007  | Mount Lemmon Survey       |
| 645008 | 2007 CQ45                | 26 gennaio 2007   | K. Sárneczky              |
| 645009 | 2007 CY47                | 1 ottobre 2005    | Mount Lemmon Survey       |
| 645010 | 2007 CR48                | 10 febbraio 2007  | Mount Lemmon Survey       |
| 645011 | 2007 CS49                | 10 febbraio 2007  | Mount Lemmon Survey       |
| 645012 | 2007 CP59                | 28 gennaio 2007   | CSS                       |
| 645013 | 2007 CJ68                | 17 gennaio 2007   | Spacewatch                |
| 645014 | 2007 CU77                | 14 febbraio 2007  | Osservatorio di Mauna Kea |
| 645015 | 2007 CD79                | 6 febbraio 2007   | NEAT                      |
| 645016 | 2007 CN80                | 8 febbraio 2007   | Mount Lemmon Survey       |
| 645017 | 2007 CC81                | 6 febbraio 2007   | Mount Lemmon Survey       |
| 645018 | 2007 CE82                | 9 dicembre 2015   | Mount Lemmon Survey       |
| 645019 | 2007 CJ82                | 6 febbraio 2007   | NEAT                      |
| 645020 | 2007 CO83                | 25 ottobre 2014   | Pan-STARRS                |
| 645021 | 2007 CR83                | 10 febbraio 2007  | Mount Lemmon Survey       |
| 645022 | 2007 CT83                | 11 novembre 2016  | Mount Lemmon Survey       |
| 645023 | 2007 CF84                | 7 febbraio 2007   | Mount Lemmon Survey       |
| 645024 | 2007 CZ84                | 9 febbraio 2007   | Spacewatch                |
| 645025 | 2007 CO85                | 6 febbraio 2007   | Mount Lemmon Survey       |
| 645026 | 2007 DZ1                 | 27 agosto 2005    | NEAT                      |
| 645027 | 2007 DX9                 | 17 febbraio 2007  | Spacewatch                |
| 645028 | 2007 DD10                | 27 gennaio 2007   | Spacewatch                |
| 645029 | 2007 DF17                | 17 febbraio 2007  | Spacewatch                |
| 645030 | 2007 DO17                | 17 febbraio 2007  | Spacewatch                |
| 645031 | 2007 DG23                | 17 febbraio 2007  | Spacewatch                |
| 645032 | 2007 DV25                | 17 febbraio 2007  | Spacewatch                |
| 645033 | 2007 DO29                | 29 ottobre 2005   | Spacewatch                |
| 645034 | 2007 DO36                | 17 febbraio 2007  | Spacewatch                |
| 645035 | 2007 DC40                | 19 febbraio 2007  | Spacewatch                |
| 645036 | 2007 DP46                | 21 febbraio 2007  | G. Hug                    |
| 645037 | 2007 DQ46                | 7 febbraio 2007   | Mount Lemmon Survey       |
| 645038 | 2007 DS51                | 17 febbraio 2007  | Mount Lemmon Survey       |
| 645039 | 2007 DE63                | 21 febbraio 2007  | Spacewatch                |
| 645040 | 2007 DC64                | 21 febbraio 2007  | Spacewatch                |
| 645041 | 2007 DV64                | 21 febbraio 2007  | Spacewatch                |
| 645042 | 2007 DN65                | 21 febbraio 2007  | Spacewatch                |
| 645043 | 2007 DD69                | 21 febbraio 2007  | Spacewatch                |
| 645044 | 2007 DX72                | 21 febbraio 2007  | Spacewatch                |
| 645045 | 2007 DP83                | 11 aprile 2003    | Spacewatch                |
| 645046 | 2007 DO87                | 23 febbraio 2007  | Spacewatch                |
| 645047 | 2007 DD88                | 23 febbraio 2007  | Spacewatch                |
| 645048 | 2007 DD91                | 23 febbraio 2007  | Mount Lemmon Survey       |
| 645049 | 2007 DD109               | 19 giugno 2004    | Spacewatch                |
| 645050 | 2007 DG114               | 26 febbraio 2007  | Mount Lemmon Survey       |
| 645051 | 2007 DY116               | 8 agosto 2005     | Cerro Tololo Obs.         |
| 645052 | 2007 DF117               | 21 febbraio 2007  | Mount Lemmon Survey       |
| 645053 | 2007 DT119               | 26 febbraio 2007  | Mount Lemmon Survey       |
| 645054 | 2007 DZ120               | 30 aprile 2011    | Mount Lemmon Survey       |
| 645055 | 2007 DD121               | 12 settembre 2016 | Mount Lemmon Survey       |
| 645056 | 2007 DT121               | 27 settembre 2016 | Pan-STARRS                |
| 645057 | 2007 DZ121               | 23 agosto 2008    | SSS                       |
| 645058 | 2007 DC122               | 25 ottobre 2016   | Pan-STARRS                |
| 645059 | 2007 DB123               | 17 febbraio 2007  | Mount Lemmon Survey       |
| 645060 | 2007 DK123               | 23 febbraio 2007  | Mount Lemmon Survey       |
| 645061 | 2007 DM123               | 28 febbraio 2014  | Pan-STARRS                |
| 645062 | 2007 DD124               | 25 febbraio 2007  | Mount Lemmon Survey       |
| 645063 | 2007 DV124               | 26 agosto 2012    | CSS                       |
| 645064 | 2007 DR125               | 28 gennaio 2007   | Mount Lemmon Survey       |
| 645065 | 2007 DB126               | 26 maggio 2014    | Pan-STARRS                |
| 645066 | 2007 DW126               | 7 maggio 2014     | Pan-STARRS                |
| 645067 | 2007 DD127               | 22 febbraio 2007  | Spacewatch                |
| 645068 | 2007 DE127               | 25 febbraio 2007  | Spacewatch                |
| 645069 | 2007 DR127               | 21 febbraio 2007  | Spacewatch                |
| 645070 | 2007 DH132               | 25 febbraio 2007  | Spacewatch                |
| 645071 | 2007 ER2                 | 9 marzo 2007      | Mount Lemmon Survey       |
| 645072 | 2007 ET7                 | 9 marzo 2007      | Mount Lemmon Survey       |
| 645073 | 2007 EA8                 | 9 marzo 2007      | Mount Lemmon Survey       |
| 645074 | 2007 EL10                | 9 marzo 2007      | Spacewatch                |
| 645075 | 2007 EZ10                | 23 febbraio 2007  | Mount Lemmon Survey       |
| 645076 | 2007 EH14                | 26 febbraio 2007  | Mount Lemmon Survey       |
| 645077 | 2007 EU15                | 9 marzo 2007      | Mount Lemmon Survey       |
| 645078 | 2007 EZ16                | 9 marzo 2007      | Spacewatch                |
| 645079 | 2007 EO29                | 9 marzo 2007      | Mount Lemmon Survey       |
| 645080 | 2007 EQ30                | 10 marzo 2007     | Spacewatch                |
| 645081 | 2007 EL34                | 31 agosto 2005    | Spacewatch                |
| 645082 | 2007 EN35                | 1 maggio 2003     | Spacewatch                |
| 645083 | 2007 EW44                | 9 marzo 2007      | Mount Lemmon Survey       |
| 645084 | 2007 EP49                | 25 dicembre 2005  | Mount Lemmon Survey       |
| 645085 | 2007 ES50                | 21 febbraio 2007  | Spacewatch                |
| 645086 | 2007 EY50                | 21 febbraio 2007  | Spacewatch                |
| 645087 | 2007 EK52                | 19 febbraio 2007  | Mount Lemmon Survey       |
| 645088 | 2007 EN52                | 11 marzo 2007     | CSS                       |
| 645089 | 2007 EB54                | 11 marzo 2007     | Spacewatch                |
| 645090 | 2007 EY54                | 12 marzo 2007     | Mount Lemmon Survey       |
| 645091 | 2007 EH59                | 9 marzo 2007      | Mount Lemmon Survey       |
| 645092 | 2007 EL63                | 25 febbraio 2007  | Spacewatch                |
| 645093 | 2007 EW63                | 17 febbraio 2007  | Mount Lemmon Survey       |
| 645094 | 2007 ES65                | 10 marzo 2007     | Spacewatch                |
| 645095 | 2007 ED68                | 10 marzo 2007     | Spacewatch                |
| 645096 | 2007 EA69                | 10 marzo 2007     | Spacewatch                |
| 645097 | 2007 EP71                | 25 febbraio 2007  | Mount Lemmon Survey       |
| 645098 | 2007 ED76                | 10 marzo 2007     | Spacewatch                |
| 645099 | 2007 EZ80                | 11 marzo 2007     | Spacewatch                |
| 645100 | 2007 ES81                | 11 marzo 2007     | Mount Lemmon Survey       |

## 645101–645200
| Nome   | Designazione provvisoria | Data di scoperta  | Scopritore                                        |
| ------ | ------------------------ | ----------------- | ------------------------------------------------- |
| 645101 | 2007 EO83                | 12 marzo 2007     | Spacewatch                                        |
| 645102 | 2007 EB89                | 9 marzo 2007      | Spacewatch                                        |
| 645103 | 2007 EH91                | 28 gennaio 2007   | Mount Lemmon Survey                               |
| 645104 | 2007 EJ95                | 10 marzo 2007     | Mount Lemmon Survey                               |
| 645105 | 2007 EK96                | 10 marzo 2007     | Mount Lemmon Survey                               |
| 645106 | 2007 EM98                | 25 aprile 2003    | Spacewatch                                        |
| 645107 | 2007 EW103               | 11 marzo 2007     | Mount Lemmon Survey                               |
| 645108 | 2007 EJ107               | 11 marzo 2007     | Spacewatch                                        |
| 645109 | 2007 ER114               | 13 marzo 2007     | Mount Lemmon Survey                               |
| 645110 | 2007 EM116               | 13 marzo 2007     | Mount Lemmon Survey                               |
| 645111 | 2007 EN123               | 11 marzo 2007     | LONEOS                                            |
| 645112 | 2007 EO123               | 14 marzo 2007     | Mount Lemmon Survey                               |
| 645113 | 2007 ED126               | 15 marzo 2007     | Osservatorio astronomico della Montagna pistoiese |
| 645114 | 2007 ES127               | 9 marzo 2007      | Mount Lemmon Survey                               |
| 645115 | 2007 ES134               | 10 marzo 2007     | Spacewatch                                        |
| 645116 | 2007 EJ138               | 28 gennaio 2007   | Spacewatch                                        |
| 645117 | 2007 EK140               | 16 febbraio 2007  | Mount Lemmon Survey                               |
| 645118 | 2007 EZ147               | 12 marzo 2007     | Mount Lemmon Survey                               |
| 645119 | 2007 EC150               | 12 marzo 2007     | Mount Lemmon Survey                               |
| 645120 | 2007 EC156               | 30 ottobre 2005   | Spacewatch                                        |
| 645121 | 2007 ED158               | 13 marzo 2007     | Osservatorio Lulin                                |
| 645122 | 2007 ET158               | 27 gennaio 2007   | Mount Lemmon Survey                               |
| 645123 | 2007 EN162               | 28 luglio 2005    | NEAT                                              |
| 645124 | 2007 EX162               | 15 marzo 2007     | Mount Lemmon Survey                               |
| 645125 | 2007 EE164               | 15 marzo 2007     | Mount Lemmon Survey                               |
| 645126 | 2007 EJ164               | 15 marzo 2007     | Mount Lemmon Survey                               |
| 645127 | 2007 EV168               | 13 marzo 2007     | Spacewatch                                        |
| 645128 | 2007 EW174               | 14 marzo 2007     | Spacewatch                                        |
| 645129 | 2007 EE180               | 14 marzo 2007     | Spacewatch                                        |
| 645130 | 2007 EM184               | 12 marzo 2007     | Mount Lemmon Survey                               |
| 645131 | 2007 ED185               | 14 marzo 2007     | Mount Lemmon Survey                               |
| 645132 | 2007 EP185               | 1 dicembre 2005   | Mount Lemmon Survey                               |
| 645133 | 2007 EZ191               | 13 marzo 2007     | Spacewatch                                        |
| 645134 | 2007 EE197               | 15 marzo 2007     | Spacewatch                                        |
| 645135 | 2007 EC200               | 19 febbraio 2001  | LINEAR                                            |
| 645136 | 2007 ER201               | 7 marzo 2007      | Mount Lemmon Survey                               |
| 645137 | 2007 ER207               | 14 marzo 2007     | Mount Lemmon Survey                               |
| 645138 | 2007 ED208               | 14 marzo 2007     | Mount Lemmon Survey                               |
| 645139 | 2007 EP211               | 27 febbraio 2007  | Spacewatch                                        |
| 645140 | 2007 ED218               | 9 marzo 2007      | Mount Lemmon Survey                               |
| 645141 | 2007 EB224               | 13 marzo 2007     | Spacewatch                                        |
| 645142 | 2007 ET227               | 15 marzo 2007     | Mount Lemmon Survey                               |
| 645143 | 2007 EX227               | 6 marzo 2013      | Pan-STARRS                                        |
| 645144 | 2007 EA228               | 20 gennaio 2013   | Mount Lemmon Survey                               |
| 645145 | 2007 EC228               | 14 marzo 2007     | Spacewatch                                        |
| 645146 | 2007 EQ228               | 27 settembre 2016 | Pan-STARRS                                        |
| 645147 | 2007 EO229               | 9 marzo 2007      | Spacewatch                                        |
| 645148 | 2007 ET229               | 17 ottobre 2012   | Pan-STARRS                                        |
| 645149 | 2007 EP230               | 27 luglio 2015    | Pan-STARRS                                        |
| 645150 | 2007 ER230               | 25 settembre 2016 | Pan-STARRS                                        |
| 645151 | 2007 EH231               | 13 marzo 2011     | Mount Lemmon Survey                               |
| 645152 | 2007 EQ231               | 6 settembre 2008  | Mount Lemmon Survey                               |
| 645153 | 2007 ES231               | 3 gennaio 2012    | Mount Lemmon Survey                               |
| 645154 | 2007 EA232               | 28 marzo 2014     | Mount Lemmon Survey                               |
| 645155 | 2007 EB232               | 22 ottobre 2012   | Mount Lemmon Survey                               |
| 645156 | 2007 EG232               | 23 settembre 2012 | Mount Lemmon Survey                               |
| 645157 | 2007 EG233               | 26 aprile 2017    | Pan-STARRS                                        |
| 645158 | 2007 EK234               | 12 marzo 2007     | Spacewatch                                        |
| 645159 | 2007 EM234               | 4 dicembre 2016   | Mount Lemmon Survey                               |
| 645160 | 2007 EN234               | 14 marzo 2007     | Mount Lemmon Survey                               |
| 645161 | 2007 EC235               | 11 maggio 2008    | Mount Lemmon Survey                               |
| 645162 | 2007 EU236               | 9 marzo 2007      | Spacewatch                                        |
| 645163 | 2007 ED237               | 22 maggio 2012    | Mount Lemmon Survey                               |
| 645164 | 2007 EG237               | 12 marzo 2007     | Spacewatch                                        |
| 645165 | 2007 EJ238               | 10 marzo 2007     | Mount Lemmon Survey                               |
| 645166 | 2007 EL238               | 10 marzo 2007     | Mount Lemmon Survey                               |
| 645167 | 2007 EQ238               | 10 marzo 2007     | Mount Lemmon Survey                               |
| 645168 | 2007 ES238               | 14 marzo 2007     | Mount Lemmon Survey                               |
| 645169 | 2007 EW238               | 13 marzo 2007     | Spacewatch                                        |
| 645170 | 2007 EH239               | 14 marzo 2007     | Mount Lemmon Survey                               |
| 645171 | 2007 EJ239               | 11 marzo 2007     | Mount Lemmon Survey                               |
| 645172 | 2007 EB240               | 11 marzo 2007     | Spacewatch                                        |
| 645173 | 2007 EN241               | 15 marzo 2007     | Spacewatch                                        |
| 645174 | 2007 ET241               | 12 marzo 2007     | Mount Lemmon Survey                               |
| 645175 | 2007 ET242               | 9 marzo 2007      | Mount Lemmon Survey                               |
| 645176 | 2007 FK4                 | 18 marzo 2007     | H. Kurosaki, A. Nakajima                          |
| 645177 | 2007 FL6                 | 16 marzo 2007     | Mount Lemmon Survey                               |
| 645178 | 2007 FM6                 | 16 marzo 2007     | Mount Lemmon Survey                               |
| 645179 | 2007 FF8                 | 23 febbraio 2007  | Mount Lemmon Survey                               |
| 645180 | 2007 FJ9                 | 16 marzo 2007     | Spacewatch                                        |
| 645181 | 2007 FP13                | 19 marzo 2007     | Mount Lemmon Survey                               |
| 645182 | 2007 FB15                | 19 marzo 2007     | Mount Lemmon Survey                               |
| 645183 | 2007 FM17                | 20 marzo 2007     | Spacewatch                                        |
| 645184 | 2007 FB18                | 23 febbraio 2007  | CSS                                               |
| 645185 | 2007 FO22                | 9 marzo 2007      | Spacewatch                                        |
| 645186 | 2007 FJ27                | 20 marzo 2007     | Mount Lemmon Survey                               |
| 645187 | 2007 FL29                | 20 marzo 2007     | Mount Lemmon Survey                               |
| 645188 | 2007 FY29                | 9 marzo 2007      | Mount Lemmon Survey                               |
| 645189 | 2007 FT33                | 9 marzo 2007      | Mount Lemmon Survey                               |
| 645190 | 2007 FR34                | 17 marzo 2007     | Osservatorio di Mauna Kea                         |
| 645191 | 2007 FD40                | 8 ottobre 2005    | Spacewatch                                        |
| 645192 | 2007 FK40                | 20 marzo 2007     | Osservatorio di Mauna Kea                         |
| 645193 | 2007 FK47                | 26 marzo 2007     | Mount Lemmon Survey                               |
| 645194 | 2007 FN53                | 12 febbraio 2011  | Mount Lemmon Survey                               |
| 645195 | 2007 FU53                | 13 dicembre 2017  | Mount Lemmon Survey                               |
| 645196 | 2007 FD56                | 24 dicembre 2016  | Mount Lemmon Survey                               |
| 645197 | 2007 FJ56                | 26 agosto 2012    | Pan-STARRS                                        |
| 645198 | 2007 FK56                | 6 ottobre 2011    | R. Holmes                                         |
| 645199 | 2007 FN57                | 8 ottobre 2012    | Mount Lemmon Survey                               |
| 645200 | 2007 FW58                | 5 febbraio 2011   | Pan-STARRS                                        |

## 645201–645300
| Nome   | Designazione provvisoria | Data di scoperta  | Scopritore          |
| ------ | ------------------------ | ----------------- | ------------------- |
| 645201 | 2007 GG1                 | 7 aprile 2007     | W. Bickel           |
| 645202 | 2007 GH1                 | 10 marzo 2007     | Mount Lemmon Survey |
| 645203 | 2007 GM4                 | 11 aprile 2007    | Osservatorio Lulin  |
| 645204 | 2007 GN4                 | 11 aprile 2007    | Osservatorio Lulin  |
| 645205 | 2007 GJ5                 | 12 aprile 2007    | W. Bickel           |
| 645206 | 2007 GK5                 | 11 aprile 2007    | W. Bickel           |
| 645207 | 2007 GB8                 | 18 marzo 2007     | Spacewatch          |
| 645208 | 2007 GC10                | 9 marzo 2007      | Mount Lemmon Survey |
| 645209 | 2007 GH10                | 11 marzo 2007     | Spacewatch          |
| 645210 | 2007 GM10                | 11 marzo 2007     | Spacewatch          |
| 645211 | 2007 GJ14                | 20 marzo 2007     | CSS                 |
| 645212 | 2007 GX25                | 16 marzo 2007     | Spacewatch          |
| 645213 | 2007 GM32                | 16 marzo 2007     | Mount Lemmon Survey |
| 645214 | 2007 GS38                | 4 novembre 2004   | Spacewatch          |
| 645215 | 2007 GQ41                | 14 aprile 2007    | Spacewatch          |
| 645216 | 2007 GA49                | 14 aprile 2007    | Spacewatch          |
| 645217 | 2007 GS50                | 15 aprile 2007    | Spacewatch          |
| 645218 | 2007 GU50                | 15 aprile 2007    | CSS                 |
| 645219 | 2007 GB56                | 15 aprile 2007    | Spacewatch          |
| 645220 | 2007 GP56                | 15 aprile 2007    | Spacewatch          |
| 645221 | 2007 GG58                | 15 aprile 2007    | Spacewatch          |
| 645222 | 2007 GT66                | 11 aprile 2007    | Mount Lemmon Survey |
| 645223 | 2007 GT77                | 26 febbraio 2014  | Mount Lemmon Survey |
| 645224 | 2007 GH78                | 10 aprile 2013    | Pan-STARRS          |
| 645225 | 2007 GT78                | 27 gennaio 2015   | Pan-STARRS          |
| 645226 | 2007 GA79                | 14 febbraio 2012  | Pan-STARRS          |
| 645227 | 2007 GS79                | 13 aprile 2018    | Pan-STARRS          |
| 645228 | 2007 GT80                | 7 aprile 2007     | Mount Lemmon Survey |
| 645229 | 2007 GU80                | 28 luglio 2008    | Mount Lemmon Survey |
| 645230 | 2007 GD81                | 14 aprile 2007    | Spacewatch          |
| 645231 | 2007 HX                  | 15 marzo 2007     | Mount Lemmon Survey |
| 645232 | 2007 HQ9                 | 18 aprile 2007    | Mount Lemmon Survey |
| 645233 | 2007 HR14                | 26 gennaio 2003   | Spacewatch          |
| 645234 | 2007 HN18                | 16 aprile 2007    | Mount Lemmon Survey |
| 645235 | 2007 HY20                | 18 aprile 2007    | Spacewatch          |
| 645236 | 2007 HX22                | 18 aprile 2007    | Spacewatch          |
| 645237 | 2007 HF33                | 19 aprile 2007    | Spacewatch          |
| 645238 | 2007 HY37                | 16 marzo 2007     | Spacewatch          |
| 645239 | 2007 HY39                | 20 aprile 2007    | Mount Lemmon Survey |
| 645240 | 2007 HZ42                | 22 aprile 2007    | Mount Lemmon Survey |
| 645241 | 2007 HD43                | 22 aprile 2007    | Mount Lemmon Survey |
| 645242 | 2007 HH53                | 20 aprile 2007    | Spacewatch          |
| 645243 | 2007 HS57                | 22 aprile 2007    | Mount Lemmon Survey |
| 645244 | 2007 HU59                | 11 settembre 2001 | Spacewatch          |
| 645245 | 2007 HJ60                | 11 settembre 2004 | Spacewatch          |
| 645246 | 2007 HC62                | 13 marzo 2007     | Spacewatch          |
| 645247 | 2007 HE66                | 22 aprile 2007    | Mount Lemmon Survey |
| 645248 | 2007 HJ67                | 16 marzo 2007     | Spacewatch          |
| 645249 | 2007 HH68                | 23 aprile 2007    | Spacewatch          |
| 645250 | 2007 HD72                | 11 aprile 2007    | Mount Lemmon Survey |
| 645251 | 2007 HF79                | 23 aprile 2007    | Mount Lemmon Survey |
| 645252 | 2007 HH79                | 25 dicembre 2005  | Mount Lemmon Survey |
| 645253 | 2007 HM81                | 26 marzo 2007     | Mount Lemmon Survey |
| 645254 | 2007 HP84                | 11 marzo 2016     | Pan-STARRS          |
| 645255 | 2007 HJ86                | 24 aprile 2007    | Spacewatch          |
| 645256 | 2007 HZ86                | 15 aprile 2007    | Spacewatch          |
| 645257 | 2007 HZ89                | 5 marzo 2002      | SDSS Collaboration  |
| 645258 | 2007 HT91                | 19 aprile 2007    | Spacewatch          |
| 645259 | 2007 HC100               | 22 aprile 2007    | Mount Lemmon Survey |
| 645260 | 2007 HG100               | 25 aprile 2007    | Mount Lemmon Survey |
| 645261 | 2007 HW100               | 9 aprile 2003     | Spacewatch          |
| 645262 | 2007 HG101               | 6 ottobre 2008    | Mount Lemmon Survey |
| 645263 | 2007 HR101               | 22 aprile 2007    | Spacewatch          |
| 645264 | 2007 HA102               | 23 aprile 2007    | Mount Lemmon Survey |
| 645265 | 2007 HY102               | 9 maggio 2007     | Mount Lemmon Survey |
| 645266 | 2007 HS103               | 25 marzo 2014     | Spacewatch          |
| 645267 | 2007 HV103               | 6 settembre 2008  | Mount Lemmon Survey |
| 645268 | 2007 HR104               | 19 aprile 2007    | Spacewatch          |
| 645269 | 2007 HO105               | 23 aprile 2007    | Mount Lemmon Survey |
| 645270 | 2007 HU105               | 29 dicembre 2014  | Pan-STARRS          |
| 645271 | 2007 HW105               | 29 dicembre 2014  | Pan-STARRS          |
| 645272 | 2007 HX105               | 14 marzo 2016     | Mount Lemmon Survey |
| 645273 | 2007 HN107               | 9 settembre 2008  | Mount Lemmon Survey |
| 645274 | 2007 HU107               | 19 aprile 2007    | Spacewatch          |
| 645275 | 2007 HL108               | 25 febbraio 2011  | Mount Lemmon Survey |
| 645276 | 2007 HX108               | 18 aprile 2007    | Spacewatch          |
| 645277 | 2007 HJ109               | 10 marzo 2016     | Pan-STARRS          |
| 645278 | 2007 HP109               | 8 febbraio 2011   | Mount Lemmon Survey |
| 645279 | 2007 HQ109               | 25 giugno 2015    | Pan-STARRS          |
| 645280 | 2007 HD110               | 24 aprile 2007    | Spacewatch          |
| 645281 | 2007 HJ110               | 25 aprile 2007    | Mount Lemmon Survey |
| 645282 | 2007 HL110               | 23 aprile 2007    | Mount Lemmon Survey |
| 645283 | 2007 HR110               | 22 aprile 2007    | Spacewatch          |
| 645284 | 2007 HT110               | 19 aprile 2007    | Spacewatch          |
| 645285 | 2007 HZ110               | 24 aprile 2007    | Mount Lemmon Survey |
| 645286 | 2007 HK111               | 25 aprile 2007    | Mount Lemmon Survey |
| 645287 | 2007 HA114               | 25 aprile 2007    | Mount Lemmon Survey |
| 645288 | 2007 JO1                 | 7 maggio 2007     | Spacewatch          |
| 645289 | 2007 JA6                 | 9 maggio 2007     | Mount Lemmon Survey |
| 645290 | 2007 JU6                 | 15 aprile 2007    | Spacewatch          |
| 645291 | 2007 JQ7                 | 19 aprile 2007    | Spacewatch          |
| 645292 | 2007 JY15                | 10 maggio 2007    | Mount Lemmon Survey |
| 645293 | 2007 JK21                | 25 agosto 2004    | Spacewatch          |
| 645294 | 2007 JV23                | 25 aprile 2007    | Mount Lemmon Survey |
| 645295 | 2007 JM30                | 11 maggio 2007    | Mount Lemmon Survey |
| 645296 | 2007 JR31                | 28 settembre 2003 | Spacewatch          |
| 645297 | 2007 JV31                | 12 maggio 2007    | Mount Lemmon Survey |
| 645298 | 2007 JS36                | 15 marzo 2007     | Spacewatch          |
| 645299 | 2007 JJ37                | 5 dicembre 2005   | Mount Lemmon Survey |
| 645300 | 2007 JS37                | 12 maggio 2007    | Mount Lemmon Survey |

## 645301–645400
| Nome   | Designazione provvisoria | Data di scoperta  | Scopritore                |
| ------ | ------------------------ | ----------------- | ------------------------- |
| 645301 | 2007 JQ41                | 12 maggio 2007    | Mount Lemmon Survey       |
| 645302 | 2007 JC44                | 16 maggio 2007    | Mount Lemmon Survey       |
| 645303 | 2007 JB46                | 10 maggio 2007    | Mount Lemmon Survey       |
| 645304 | 2007 JS47                | 4 maggio 2014     | Mount Lemmon Survey       |
| 645305 | 2007 JW47                | 4 aprile 2014     | Spacewatch                |
| 645306 | 2007 JX47                | 21 agosto 2015    | Pan-STARRS                |
| 645307 | 2007 JN50                | 5 aprile 2014     | Pan-STARRS                |
| 645308 | 2007 JC51                | 5 aprile 2011     | Spacewatch                |
| 645309 | 2007 KC8                 | 22 aprile 2007    | CSS                       |
| 645310 | 2007 LX                  | 9 giugno 2007     | CSS                       |
| 645311 | 2007 LZ2                 | 13 maggio 2007    | Spacewatch                |
| 645312 | 2007 LM4                 | 26 maggio 2007    | Mount Lemmon Survey       |
| 645313 | 2007 LX4                 | 4 novembre 1991   | Spacewatch                |
| 645314 | 2007 LG12                | 9 giugno 2007     | Spacewatch                |
| 645315 | 2007 LW28                | 15 giugno 2007    | Spacewatch                |
| 645316 | 2007 LM38                | 28 febbraio 2014  | Pan-STARRS                |
| 645317 | 2007 LS39                | 12 marzo 2010     | Spacewatch                |
| 645318 | 2007 MO2                 | 16 giugno 2007    | Spacewatch                |
| 645319 | 2007 MJ3                 | 16 giugno 2007    | Spacewatch                |
| 645320 | 2007 MG5                 | 17 giugno 2007    | Spacewatch                |
| 645321 | 2007 MB8                 | 18 giugno 2007    | Spacewatch                |
| 645322 | 2007 MP8                 | 18 settembre 2003 | Spacewatch                |
| 645323 | 2007 MW8                 | 15 maggio 2007    | Mount Lemmon Survey       |
| 645324 | 2007 MH17                | 21 giugno 2007    | Mount Lemmon Survey       |
| 645325 | 2007 MZ24                | 23 giugno 2007    | Spacewatch                |
| 645326 | 2007 NW7                 | 10 luglio 2007    | SSS                       |
| 645327 | 2007 OH10                | 18 luglio 2007    | Mount Lemmon Survey       |
| 645328 | 2007 OT11                | 23 dicembre 2016  | Pan-STARRS                |
| 645329 | 2007 PX4                 | 9 agosto 2007     | Spacewatch                |
| 645330 | 2007 PG11                | 13 agosto 2007    | R. Ferrando, M. Ferrando  |
| 645331 | 2007 PT17                | 11 aprile 2003    | Spacewatch                |
| 645332 | 2007 PA22                | 10 agosto 2007    | Spacewatch                |
| 645333 | 2007 PZ27                | 14 agosto 2007    | N. Teamo, S. F. Hönig     |
| 645334 | 2007 PK36                | 8 luglio 2007     | Osservatorio Lulin        |
| 645335 | 2007 PL51                | 10 agosto 2007    | Spacewatch                |
| 645336 | 2007 PT51                | 1 ottobre 2008    | Mount Lemmon Survey       |
| 645337 | 2007 PU51                | 10 agosto 2007    | Spacewatch                |
| 645338 | 2007 PF52                | 6 agosto 2007     | Osservatorio Lulin        |
| 645339 | 2007 PO52                | 26 gennaio 2012   | Pan-STARRS                |
| 645340 | 2007 PC53                | 25 agosto 2012    | Spacewatch                |
| 645341 | 2007 PO53                | 10 agosto 2007    | Spacewatch                |
| 645342 | 2007 PY53                | 10 agosto 2007    | Spacewatch                |
| 645343 | 2007 PP55                | 10 agosto 2007    | Spacewatch                |
| 645344 | 2007 QH19                | 24 agosto 2007    | Spacewatch                |
| 645345 | 2007 QJ20                | 21 agosto 2007    | SSS                       |
| 645346 | 2007 RK5                 | 2 settembre 2007  | K. Sárneczky, L. Kiss     |
| 645347 | 2007 RJ9                 | 2 settembre 2007  | K. Sárneczky, L. Kiss     |
| 645348 | 2007 RP39                | 8 settembre 2007  | O. Geraščenko             |
| 645349 | 2007 RH42                | 9 settembre 2007  | Spacewatch                |
| 645350 | 2007 RY42                | 9 settembre 2007  | Spacewatch                |
| 645351 | 2007 RA44                | 9 settembre 2007  | Spacewatch                |
| 645352 | 2007 RG44                | 9 settembre 2007  | Spacewatch                |
| 645353 | 2007 RP44                | 9 settembre 2007  | Spacewatch                |
| 645354 | 2007 RV53                | 9 settembre 2007  | Spacewatch                |
| 645355 | 2007 RE55                | 9 settembre 2007  | Spacewatch                |
| 645356 | 2007 RC63                | 10 agosto 2007    | Spacewatch                |
| 645357 | 2007 RQ63                | 2 dicembre 2005   | Osservatorio di Mauna Kea |
| 645358 | 2007 RT65                | 10 settembre 2007 | Mount Lemmon Survey       |
| 645359 | 2007 RU66                | 10 agosto 2007    | Spacewatch                |
| 645360 | 2007 RW69                | 10 settembre 2007 | Spacewatch                |
| 645361 | 2007 RZ70                | 10 settembre 2007 | Spacewatch                |
| 645362 | 2007 RR72                | 10 settembre 2007 | Mount Lemmon Survey       |
| 645363 | 2007 RM79                | 10 agosto 2007    | Spacewatch                |
| 645364 | 2007 RO79                | 10 settembre 2007 | Mount Lemmon Survey       |
| 645365 | 2007 RS79                | 10 settembre 2007 | Mount Lemmon Survey       |
| 645366 | 2007 RT84                | 10 agosto 2007    | Spacewatch                |
| 645367 | 2007 RK89                | 10 settembre 2007 | Mount Lemmon Survey       |
| 645368 | 2007 RF91                | 10 settembre 2007 | Mount Lemmon Survey       |
| 645369 | 2007 RG93                | 10 settembre 2007 | Spacewatch                |
| 645370 | 2007 RU93                | 10 settembre 2007 | Spacewatch                |
| 645371 | 2007 RL100               | 11 settembre 2007 | Mount Lemmon Survey       |
| 645372 | 2007 RO112               | 11 settembre 2007 | Spacewatch                |
| 645373 | 2007 RN114               | 11 settembre 2007 | Spacewatch                |
| 645374 | 2007 RB120               | 11 settembre 2007 | Osservatorio Lulin        |
| 645375 | 2007 RC123               | 12 settembre 2007 | Mount Lemmon Survey       |
| 645376 | 2007 RD125               | 12 settembre 2007 | Mount Lemmon Survey       |
| 645377 | 2007 RC131               | 12 settembre 2007 | Spacewatch                |
| 645378 | 2007 RW131               | 12 settembre 2007 | Mount Lemmon Survey       |
| 645379 | 2007 RV132               | 13 settembre 2007 | W. Ries                   |
| 645380 | 2007 RK139               | 3 settembre 2007  | CSS                       |
| 645381 | 2007 RX152               | 10 settembre 2007 | Spacewatch                |
| 645382 | 2007 RX153               | 24 agosto 2007    | Spacewatch                |
| 645383 | 2007 RS156               | 10 settembre 2007 | Mount Lemmon Survey       |
| 645384 | 2007 RP160               | 12 settembre 2007 | Mount Lemmon Survey       |
| 645385 | 2007 RN161               | 13 settembre 2007 | Mount Lemmon Survey       |
| 645386 | 2007 RX165               | 10 settembre 2007 | Spacewatch                |
| 645387 | 2007 RL169               | 10 settembre 2007 | Spacewatch                |
| 645388 | 2007 RW171               | 10 settembre 2007 | Spacewatch                |
| 645389 | 2007 RO183               | 12 settembre 2007 | Mount Lemmon Survey       |
| 645390 | 2007 RN184               | 13 settembre 2007 | CSS                       |
| 645391 | 2007 RC187               | 13 settembre 2007 | Mount Lemmon Survey       |
| 645392 | 2007 RS188               | 10 settembre 2007 | Spacewatch                |
| 645393 | 2007 RA191               | 11 settembre 2007 | Spacewatch                |
| 645394 | 2007 RO192               | 12 settembre 2007 | LONEOS                    |
| 645395 | 2007 RR195               | 23 ottobre 2004   | Spacewatch                |
| 645396 | 2007 RJ198               | 13 settembre 2007 | Mount Lemmon Survey       |
| 645397 | 2007 RL198               | 13 settembre 2007 | Mount Lemmon Survey       |
| 645398 | 2007 RA201               | 13 settembre 2007 | Spacewatch                |
| 645399 | 2007 RF203               | 13 settembre 2007 | Spacewatch                |
| 645400 | 2007 RD207               | 10 settembre 2007 | Spacewatch                |

## 645401–645500
| Nome   | Designazione provvisoria | Data di scoperta  | Scopritore                |
| ------ | ------------------------ | ----------------- | ------------------------- |
| 645401 | 2007 RN208               | 10 settembre 2007 | Spacewatch                |
| 645402 | 2007 RC209               | 10 settembre 2007 | Spacewatch                |
| 645403 | 2007 RZ217               | 13 settembre 2007 | Mount Lemmon Survey       |
| 645404 | 2007 RU218               | 14 settembre 2007 | Mount Lemmon Survey       |
| 645405 | 2007 RD225               | 23 agosto 2007    | Spacewatch                |
| 645406 | 2007 RX237               | 14 settembre 2007 | Spacewatch                |
| 645407 | 2007 RM242               | 9 settembre 2007  | LONEOS                    |
| 645408 | 2007 RV242               | 26 maggio 2003    | AMOS                      |
| 645409 | 2007 RQ243               | 13 settembre 2007 | CSS                       |
| 645410 | 2007 RH248               | 13 settembre 2007 | Mount Lemmon Survey       |
| 645411 | 2007 RF249               | 13 settembre 2007 | Mount Lemmon Survey       |
| 645412 | 2007 RS250               | 13 settembre 2007 | Spacewatch                |
| 645413 | 2007 RA251               | 9 settembre 2007  | Spacewatch                |
| 645414 | 2007 RG251               | 13 settembre 2007 | Spacewatch                |
| 645415 | 2007 RP258               | 14 settembre 2007 | Spacewatch                |
| 645416 | 2007 RL262               | 3 settembre 2007  | CSS                       |
| 645417 | 2007 RA264               | 15 settembre 2007 | Mount Lemmon Survey       |
| 645418 | 2007 RU267               | 15 settembre 2007 | Spacewatch                |
| 645419 | 2007 RZ267               | 15 settembre 2007 | Spacewatch                |
| 645420 | 2007 RC274               | 15 settembre 2007 | Spacewatch                |
| 645421 | 2007 RM275               | 6 settembre 2007  | SSS                       |
| 645422 | 2007 RV282               | 26 gennaio 2006   | Spacewatch                |
| 645423 | 2007 RO286               | 4 settembre 2007  | Mount Lemmon Survey       |
| 645424 | 2007 RT295               | 14 settembre 2007 | Spacewatch                |
| 645425 | 2007 RU296               | 15 settembre 2007 | Mount Lemmon Survey       |
| 645426 | 2007 RY296               | 9 settembre 2007  | Spacewatch                |
| 645427 | 2007 RM297               | 10 settembre 2007 | Spacewatch                |
| 645428 | 2007 RK298               | 9 settembre 2007  | Spacewatch                |
| 645429 | 2007 RW300               | 12 settembre 2007 | Mount Lemmon Survey       |
| 645430 | 2007 RJ327               | 13 settembre 2007 | Spacewatch                |
| 645431 | 2007 RX328               | 12 settembre 2007 | Mount Lemmon Survey       |
| 645432 | 2007 RA329               | 13 settembre 2007 | Mount Lemmon Survey       |
| 645433 | 2007 RU329               | 8 settembre 2007  | Mount Lemmon Survey       |
| 645434 | 2007 RB330               | 10 settembre 2007 | Mount Lemmon Survey       |
| 645435 | 2007 RQ332               | 14 settembre 2007 | Mount Lemmon Survey       |
| 645436 | 2007 RE333               | 11 ottobre 2012   | Mount Lemmon Survey       |
| 645437 | 2007 RR333               | 12 settembre 2007 | CSS                       |
| 645438 | 2007 RT335               | 13 settembre 2007 | Mount Lemmon Survey       |
| 645439 | 2007 RC336               | 4 settembre 2011  | Pan-STARRS                |
| 645440 | 2007 RM336               | 27 marzo 2015     | Pan-STARRS                |
| 645441 | 2007 RT336               | 16 agosto 2017    | Pan-STARRS                |
| 645442 | 2007 RY336               | 18 settembre 2012 | Mount Lemmon Survey       |
| 645443 | 2007 RB337               | 10 settembre 2007 | Mount Lemmon Survey       |
| 645444 | 2007 RU339               | 21 settembre 2011 | Spacewatch                |
| 645445 | 2007 RV339               | 11 settembre 2007 | CSS                       |
| 645446 | 2007 RK340               | 10 settembre 2007 | Mount Lemmon Survey       |
| 645447 | 2007 RN340               | 9 gennaio 2014    | Pan-STARRS                |
| 645448 | 2007 RD341               | 21 dicembre 2008  | Mount Lemmon Survey       |
| 645449 | 2007 RE341               | 30 gennaio 2017   | Pan-STARRS                |
| 645450 | 2007 RS341               | 10 settembre 2007 | Mount Lemmon Survey       |
| 645451 | 2007 RY341               | 11 settembre 2007 | Mount Lemmon Survey       |
| 645452 | 2007 RA343               | 10 settembre 2007 | Spacewatch                |
| 645453 | 2007 RD343               | 7 ottobre 2012    | Pan-STARRS                |
| 645454 | 2007 RN343               | 24 agosto 2017    | Pan-STARRS                |
| 645455 | 2007 RW344               | 11 settembre 2007 | Mount Lemmon Survey       |
| 645456 | 2007 RH345               | 14 settembre 2007 | Mount Lemmon Survey       |
| 645457 | 2007 RF347               | 18 marzo 2015     | Pan-STARRS                |
| 645458 | 2007 RP347               | 15 settembre 2017 | Pan-STARRS                |
| 645459 | 2007 RU347               | 12 settembre 2007 | Spacewatch                |
| 645460 | 2007 RX347               | 18 febbraio 2015  | Pan-STARRS                |
| 645461 | 2007 RD348               | 10 novembre 2009  | Mount Lemmon Survey       |
| 645462 | 2007 RN348               | 26 agosto 2012    | Pan-STARRS                |
| 645463 | 2007 RW348               | 24 giugno 2017    | Pan-STARRS                |
| 645464 | 2007 RX348               | 10 settembre 2007 | Mount Lemmon Survey       |
| 645465 | 2007 RG351               | 23 settembre 2012 | Mount Lemmon Survey       |
| 645466 | 2007 RA352               | 11 settembre 2007 | Mount Lemmon Survey       |
| 645467 | 2007 RC352               | 4 ottobre 2018    | Pan-STARRS 2              |
| 645468 | 2007 RK353               | 15 settembre 2007 | Spacewatch                |
| 645469 | 2007 RN353               | 13 settembre 2007 | Mount Lemmon Survey       |
| 645470 | 2007 RP354               | 5 settembre 2007  | Mount Lemmon Survey       |
| 645471 | 2007 RZ354               | 9 settembre 2007  | Spacewatch                |
| 645472 | 2007 RB356               | 11 settembre 2007 | Spacewatch                |
| 645473 | 2007 RU356               | 14 settembre 2007 | Mount Lemmon Survey       |
| 645474 | 2007 RZ356               | 9 settembre 2007  | Spacewatch                |
| 645475 | 2007 RP357               | 16 gennaio 2005   | Osservatorio di Mauna Kea |
| 645476 | 2007 RO365               | 14 settembre 2007 | Spacewatch                |
| 645477 | 2007 RN370               | 12 settembre 2007 | Mount Lemmon Survey       |
| 645478 | 2007 RJ371               | 14 settembre 2007 | Spacewatch                |
| 645479 | 2007 RT371               | 13 settembre 2007 | Mount Lemmon Survey       |
| 645480 | 2007 RX377               | 10 settembre 2007 | Spacewatch                |
| 645481 | 2007 RE383               | 10 settembre 2007 | Mount Lemmon Survey       |
| 645482 | 2007 SE6                 | 15 settembre 2007 | Spacewatch                |
| 645483 | 2007 SU8                 | 18 settembre 2007 | Spacewatch                |
| 645484 | 2007 SX9                 | 18 settembre 2007 | Spacewatch                |
| 645485 | 2007 SK26                | 27 gennaio 2017   | Pan-STARRS                |
| 645486 | 2007 SL26                | 26 settembre 2007 | Mount Lemmon Survey       |
| 645487 | 2007 SN27                | 8 ottobre 2008    | Spacewatch                |
| 645488 | 2007 SR27                | 19 settembre 2007 | Spacewatch                |
| 645489 | 2007 TG                  | 1 ottobre 2007    | R. Gierlinger             |
| 645490 | 2007 TP                  | 14 settembre 2007 | Mount Lemmon Survey       |
| 645491 | 2007 TA1                 | 13 settembre 2007 | Mount Lemmon Survey       |
| 645492 | 2007 TB3                 | 5 ottobre 2007    | J. Mahony                 |
| 645493 | 2007 TV12                | 6 ottobre 2007    | Spacewatch                |
| 645494 | 2007 TB21                | 9 ottobre 2007    | F. Kugel                  |
| 645495 | 2007 TB22                | 18 settembre 2007 | LONEOS                    |
| 645496 | 2007 TX25                | 4 ottobre 2007    | Spacewatch                |
| 645497 | 2007 TQ27                | 12 settembre 2007 | Mount Lemmon Survey       |
| 645498 | 2007 TO32                | 6 ottobre 2007    | Spacewatch                |
| 645499 | 2007 TO36                | 4 ottobre 2007    | Spacewatch                |
| 645500 | 2007 TD37                | 14 settembre 2007 | Mount Lemmon Survey       |

## 645501–645600
| Nome   | Designazione provvisoria | Data di scoperta  | Scopritore                              |
| ------ | ------------------------ | ----------------- | --------------------------------------- |
| 645501 | 2007 TQ38                | 7 ottobre 2007    | Mount Lemmon Survey                     |
| 645502 | 2007 TW42                | 12 settembre 2007 | Spacewatch                              |
| 645503 | 2007 TE45                | 7 ottobre 2007    | Mount Lemmon Survey                     |
| 645504 | 2007 TX59                | 5 ottobre 2007    | Spacewatch                              |
| 645505 | 2007 TL60                | 6 ottobre 2007    | Spacewatch                              |
| 645506 | 2007 TZ71                | 12 ottobre 2007   | Mount Lemmon Survey                     |
| 645507 | 2007 TC77                | 5 ottobre 2007    | Spacewatch                              |
| 645508 | 2007 TX77                | 5 ottobre 2007    | Spacewatch                              |
| 645509 | 2007 TS85                | 2 novembre 2002   | Osservatorio del Roque de los Muchachos |
| 645510 | 2007 TQ90                | 8 ottobre 2007    | Mount Lemmon Survey                     |
| 645511 | 2007 TV97                | 25 marzo 2006     | Spacewatch                              |
| 645512 | 2007 TZ97                | 11 settembre 2007 | Mount Lemmon Survey                     |
| 645513 | 2007 TT99                | 8 ottobre 2007    | Mount Lemmon Survey                     |
| 645514 | 2007 TU99                | 10 settembre 2007 | Spacewatch                              |
| 645515 | 2007 TL100               | 8 ottobre 2007    | Mount Lemmon Survey                     |
| 645516 | 2007 TC106               | 11 ottobre 2007   | CSS                                     |
| 645517 | 2007 TT107               | 9 settembre 2007  | Mount Lemmon Survey                     |
| 645518 | 2007 TQ117               | 9 ottobre 2007    | Spacewatch                              |
| 645519 | 2007 TZ118               | 9 ottobre 2007    | Mount Lemmon Survey                     |
| 645520 | 2007 TU122               | 6 ottobre 2007    | Spacewatch                              |
| 645521 | 2007 TT133               | 15 settembre 2007 | Mount Lemmon Survey                     |
| 645522 | 2007 TY134               | 8 ottobre 2007    | Spacewatch                              |
| 645523 | 2007 TM147               | 10 settembre 2007 | Spacewatch                              |
| 645524 | 2007 TT157               | 11 ottobre 2007   | Spacewatch                              |
| 645525 | 2007 TY162               | 12 settembre 2007 | Mount Lemmon Survey                     |
| 645526 | 2007 TT179               | 7 ottobre 2007    | Mount Lemmon Survey                     |
| 645527 | 2007 TA180               | 8 marzo 2005      | Spacewatch                              |
| 645528 | 2007 TF181               | 8 ottobre 2007    | LONEOS                                  |
| 645529 | 2007 TZ181               | 15 settembre 2007 | Osservatorio Lulin                      |
| 645530 | 2007 TB185               | 13 ottobre 2007   | M. Fiedler                              |
| 645531 | 2007 TZ189               | 3 settembre 2007  | CSS                                     |
| 645532 | 2007 TJ190               | 2 marzo 2006      | Spacewatch                              |
| 645533 | 2007 TH197               | 10 agosto 2007    | Spacewatch                              |
| 645534 | 2007 TN207               | 10 ottobre 2007   | Mount Lemmon Survey                     |
| 645535 | 2007 TW209               | 11 ottobre 2007   | Mount Lemmon Survey                     |
| 645536 | 2007 TA215               | 7 ottobre 2007    | Spacewatch                              |
| 645537 | 2007 TD218               | 7 ottobre 2007    | Spacewatch                              |
| 645538 | 2007 TM227               | 8 ottobre 2007    | Spacewatch                              |
| 645539 | 2007 TB229               | 8 ottobre 2007    | Spacewatch                              |
| 645540 | 2007 TW236               | 14 aprile 2002    | NEAT                                    |
| 645541 | 2007 TU237               | 10 agosto 2007    | Spacewatch                              |
| 645542 | 2007 TJ242               | 18 settembre 2007 | CSS                                     |
| 645543 | 2007 TY252               | 1 maggio 2006     | Spacewatch                              |
| 645544 | 2007 TN256               | 10 ottobre 2007   | Spacewatch                              |
| 645545 | 2007 TO259               | 10 ottobre 2007   | Mount Lemmon Survey                     |
| 645546 | 2007 TJ260               | 17 marzo 2005     | Spacewatch                              |
| 645547 | 2007 TK261               | 17 aprile 2005    | Spacewatch                              |
| 645548 | 2007 TO261               | 10 ottobre 2007   | Spacewatch                              |
| 645549 | 2007 TZ264               | 11 ottobre 2007   | Spacewatch                              |
| 645550 | 2007 TU265               | 21 settembre 2003 | NEAT                                    |
| 645551 | 2007 TG273               | 10 ottobre 2007   | Spacewatch                              |
| 645552 | 2007 TD274               | 10 ottobre 2007   | Mount Lemmon Survey                     |
| 645553 | 2007 TP274               | 23 marzo 2006     | Spacewatch                              |
| 645554 | 2007 TN276               | 16 febbraio 2004  | Spacewatch                              |
| 645555 | 2007 TB278               | 11 ottobre 2007   | Mount Lemmon Survey                     |
| 645556 | 2007 TW278               | 20 settembre 2007 | CSS                                     |
| 645557 | 2007 TA279               | 11 ottobre 2007   | Mount Lemmon Survey                     |
| 645558 | 2007 TP279               | 7 ottobre 2007    | Mount Lemmon Survey                     |
| 645559 | 2007 TU281               | 7 ottobre 2007    | R. Gierlinger                           |
| 645560 | 2007 TV285               | 9 ottobre 2007    | Mount Lemmon Survey                     |
| 645561 | 2007 TY285               | 9 ottobre 2007    | Mount Lemmon Survey                     |
| 645562 | 2007 TD288               | 10 settembre 2007 | Spacewatch                              |
| 645563 | 2007 TV290               | 12 ottobre 2007   | Mount Lemmon Survey                     |
| 645564 | 2007 TO294               | 13 luglio 2016    | Pan-STARRS                              |
| 645565 | 2007 TQ298               | 11 settembre 2007 | Spacewatch                              |
| 645566 | 2007 TP309               | 10 ottobre 2007   | Mount Lemmon Survey                     |
| 645567 | 2007 TV313               | 11 ottobre 2007   | Mount Lemmon Survey                     |
| 645568 | 2007 TP316               | 16 gennaio 2005   | Spacewatch                              |
| 645569 | 2007 TQ316               | 12 ottobre 2007   | Spacewatch                              |
| 645570 | 2007 TV323               | 11 ottobre 2007   | Spacewatch                              |
| 645571 | 2007 TZ324               | 11 ottobre 2007   | Spacewatch                              |
| 645572 | 2007 TJ328               | 25 settembre 2007 | Mount Lemmon Survey                     |
| 645573 | 2007 TG329               | 11 ottobre 2007   | Spacewatch                              |
| 645574 | 2007 TS329               | 11 ottobre 2007   | Spacewatch                              |
| 645575 | 2007 TW335               | 11 settembre 2007 | CSS                                     |
| 645576 | 2007 TY337               | 13 ottobre 2007   | CSS                                     |
| 645577 | 2007 TF341               | 9 ottobre 2007    | Mount Lemmon Survey                     |
| 645578 | 2007 TF346               | 13 ottobre 2007   | Mount Lemmon Survey                     |
| 645579 | 2007 TQ349               | 22 agosto 2007    | LONEOS                                  |
| 645580 | 2007 TU356               | 10 settembre 2007 | Mount Lemmon Survey                     |
| 645581 | 2007 TJ359               | 12 settembre 2007 | Spacewatch                              |
| 645582 | 2007 TG369               | 11 ottobre 2007   | Spacewatch                              |
| 645583 | 2007 TB373               | 14 ottobre 2007   | Mount Lemmon Survey                     |
| 645584 | 2007 TR376               | 10 ottobre 2007   | CSS                                     |
| 645585 | 2007 TX380               | 10 marzo 2005     | Mount Lemmon Survey                     |
| 645586 | 2007 TS381               | 14 ottobre 2007   | Spacewatch                              |
| 645587 | 2007 TV382               | 14 ottobre 2007   | Spacewatch                              |
| 645588 | 2007 TH393               | 13 ottobre 2007   | Spacewatch                              |
| 645589 | 2007 TY395               | 15 ottobre 2007   | Spacewatch                              |
| 645590 | 2007 TZ395               | 15 ottobre 2007   | Spacewatch                              |
| 645591 | 2007 TN400               | 11 settembre 2007 | Mount Lemmon Survey                     |
| 645592 | 2007 TP401               | 15 ottobre 2007   | Mount Lemmon Survey                     |
| 645593 | 2007 TG403               | 15 ottobre 2007   | Mount Lemmon Survey                     |
| 645594 | 2007 TQ404               | 13 settembre 2007 | Mount Lemmon Survey                     |
| 645595 | 2007 TO407               | 15 ottobre 2007   | Mount Lemmon Survey                     |
| 645596 | 2007 TQ407               | 15 ottobre 2007   | Mount Lemmon Survey                     |
| 645597 | 2007 TC416               | 8 settembre 2007  | Mount Lemmon Survey                     |
| 645598 | 2007 TT423               | 6 ottobre 2007    | Spacewatch                              |
| 645599 | 2007 TA438               | 7 ottobre 2007    | Mount Lemmon Survey                     |
| 645600 | 2007 TC439               | 12 ottobre 2007   | Spacewatch                              |

## 645601–645700
| Nome   | Designazione provvisoria | Data di scoperta  | Scopritore          |
| ------ | ------------------------ | ----------------- | ------------------- |
| 645601 | 2007 TF439               | 12 ottobre 2007   | Spacewatch          |
| 645602 | 2007 TP439               | 7 ottobre 2007    | Mount Lemmon Survey |
| 645603 | 2007 TL442               | 7 ottobre 2007    | Spacewatch          |
| 645604 | 2007 TU442               | 10 ottobre 2007   | Spacewatch          |
| 645605 | 2007 TV443               | 13 ottobre 2007   | Spacewatch          |
| 645606 | 2007 TL444               | 8 ottobre 2007    | Mount Lemmon Survey |
| 645607 | 2007 TM444               | 8 ottobre 2007    | CSS                 |
| 645608 | 2007 TR445               | 7 ottobre 2007    | Mount Lemmon Survey |
| 645609 | 2007 TQ452               | 12 ottobre 2007   | CSS                 |
| 645610 | 2007 TP455               | 9 ottobre 2007    | Spacewatch          |
| 645611 | 2007 TD456               | 9 ottobre 2007    | Mount Lemmon Survey |
| 645612 | 2007 TN458               | 12 ottobre 2007   | Mount Lemmon Survey |
| 645613 | 2007 TV458               | 14 ottobre 2007   | Mount Lemmon Survey |
| 645614 | 2007 TX459               | 15 ottobre 2012   | Spacewatch          |
| 645615 | 2007 TA460               | 2 febbraio 2009   | CSS                 |
| 645616 | 2007 TN460               | 11 ottobre 2007   | Osservatorio Lulin  |
| 645617 | 2007 TO460               | 15 ottobre 2007   | Mount Lemmon Survey |
| 645618 | 2007 TR460               | 10 ottobre 2007   | Spacewatch          |
| 645619 | 2007 TV460               | 14 ottobre 2007   | Spacewatch          |
| 645620 | 2007 TA461               | 4 ottobre 2007    | Spacewatch          |
| 645621 | 2007 TX461               | 12 ottobre 2007   | Mount Lemmon Survey |
| 645622 | 2007 TJ462               | 10 ottobre 2007   | Spacewatch          |
| 645623 | 2007 TK462               | 9 ottobre 2007    | Spacewatch          |
| 645624 | 2007 TM462               | 17 giugno 2010    | Mount Lemmon Survey |
| 645625 | 2007 TP462               | 6 marzo 2013      | Pan-STARRS          |
| 645626 | 2007 TX462               | 8 ottobre 2007    | Mount Lemmon Survey |
| 645627 | 2007 TO463               | 9 ottobre 2007    | Mount Lemmon Survey |
| 645628 | 2007 TV463               | 11 ottobre 2007   | Mount Lemmon Survey |
| 645629 | 2007 TB466               | 15 ottobre 2007   | CSS                 |
| 645630 | 2007 TC467               | 15 ottobre 2007   | Mount Lemmon Survey |
| 645631 | 2007 TE468               | 13 agosto 2012    | Pan-STARRS          |
| 645632 | 2007 TL468               | 9 ottobre 2007    | Mount Lemmon Survey |
| 645633 | 2007 TW468               | 10 ottobre 2007   | Mount Lemmon Survey |
| 645634 | 2007 TY468               | 24 agosto 2012    | Spacewatch          |
| 645635 | 2007 TE469               | 12 ottobre 2007   | Mount Lemmon Survey |
| 645636 | 2007 TP469               | 4 giugno 2011     | Mount Lemmon Survey |
| 645637 | 2007 TV469               | 30 dicembre 2013  | Pan-STARRS          |
| 645638 | 2007 TX469               | 28 novembre 2013  | Mount Lemmon Survey |
| 645639 | 2007 TG470               | 10 ottobre 2007   | Mount Lemmon Survey |
| 645640 | 2007 TN470               | 8 ottobre 2007    | Mount Lemmon Survey |
| 645641 | 2007 TO471               | 11 ottobre 2007   | CSS                 |
| 645642 | 2007 TL474               | 9 ottobre 2007    | Mount Lemmon Survey |
| 645643 | 2007 TO474               | 4 ottobre 2007    | Spacewatch          |
| 645644 | 2007 TZ474               | 1 maggio 2016     | CTIO-DECam          |
| 645645 | 2007 TH475               | 8 ottobre 2012    | Mount Lemmon Survey |
| 645646 | 2007 TL475               | 12 ottobre 2007   | Mount Lemmon Survey |
| 645647 | 2007 TZ477               | 25 giugno 2017    | Pan-STARRS          |
| 645648 | 2007 TH478               | 11 ottobre 2015   | Mount Lemmon Survey |
| 645649 | 2007 TS478               | 1 gennaio 2014    | Spacewatch          |
| 645650 | 2007 TC479               | 9 ottobre 2007    | Mount Lemmon Survey |
| 645651 | 2007 TW479               | 9 ottobre 2007    | Mount Lemmon Survey |
| 645652 | 2007 TB480               | 9 ottobre 2007    | Mount Lemmon Survey |
| 645653 | 2007 TZ480               | 7 ottobre 2007    | Mount Lemmon Survey |
| 645654 | 2007 TA481               | 8 ottobre 2007    | Mount Lemmon Survey |
| 645655 | 2007 TZ482               | 14 ottobre 2007   | Spacewatch          |
| 645656 | 2007 TA484               | 8 ottobre 2007    | Mount Lemmon Survey |
| 645657 | 2007 TB486               | 8 ottobre 2007    | Mount Lemmon Survey |
| 645658 | 2007 TR487               | 15 ottobre 2007   | Mount Lemmon Survey |
| 645659 | 2007 TO490               | 7 ottobre 2007    | CSS                 |
| 645660 | 2007 TS491               | 7 ottobre 2007    | Spacewatch          |
| 645661 | 2007 TV493               | 14 ottobre 2007   | Mount Lemmon Survey |
| 645662 | 2007 TZ494               | 14 ottobre 2007   | Mount Lemmon Survey |
| 645663 | 2007 TJ495               | 10 ottobre 2007   | Mount Lemmon Survey |
| 645664 | 2007 TD496               | 11 ottobre 2007   | Spacewatch          |
| 645665 | 2007 TE496               | 12 ottobre 2007   | Mount Lemmon Survey |
| 645666 | 2007 TY508               | 11 ottobre 2007   | Mount Lemmon Survey |
| 645667 | 2007 TW509               | 10 ottobre 2007   | Mount Lemmon Survey |
| 645668 | 2007 US8                 | 17 luglio 2001    | LONEOS              |
| 645669 | 2007 UB20                | 13 settembre 2007 | Mount Lemmon Survey |
| 645670 | 2007 UY22                | 8 ottobre 2007    | Mount Lemmon Survey |
| 645671 | 2007 UY26                | 16 ottobre 2007   | Mount Lemmon Survey |
| 645672 | 2007 UF32                | 19 ottobre 2007   | Mount Lemmon Survey |
| 645673 | 2007 US41                | 16 ottobre 2007   | Mount Lemmon Survey |
| 645674 | 2007 UA45                | 11 settembre 2007 | Mount Lemmon Survey |
| 645675 | 2007 UF52                | 19 marzo 2001     | SDSS Collaboration  |
| 645676 | 2007 UC53                | 16 ottobre 2007   | Spacewatch          |
| 645677 | 2007 UU53                | 15 ottobre 2007   | W. Bickel           |
| 645678 | 2007 UN58                | 12 ottobre 2007   | Spacewatch          |
| 645679 | 2007 UV61                | 5 ottobre 2007    | Spacewatch          |
| 645680 | 2007 UC63                | 16 ottobre 2007   | Spacewatch          |
| 645681 | 2007 UX64                | 30 ottobre 2007   | Mount Lemmon Survey |
| 645682 | 2007 UP68                | 30 ottobre 2007   | Mount Lemmon Survey |
| 645683 | 2007 UR72                | 31 ottobre 2007   | Mount Lemmon Survey |
| 645684 | 2007 UA73                | 31 ottobre 2007   | Mount Lemmon Survey |
| 645685 | 2007 UR75                | 31 ottobre 2007   | Mount Lemmon Survey |
| 645686 | 2007 UP79                | 30 ottobre 2007   | Mount Lemmon Survey |
| 645687 | 2007 UM84                | 18 settembre 2007 | Mount Lemmon Survey |
| 645688 | 2007 UV84                | 11 ottobre 2007   | Spacewatch          |
| 645689 | 2007 UN87                | 30 ottobre 2007   | Spacewatch          |
| 645690 | 2007 UO88                | 30 ottobre 2007   | Mount Lemmon Survey |
| 645691 | 2007 UD95                | 11 ottobre 2007   | Spacewatch          |
| 645692 | 2007 UJ97                | 8 ottobre 2007    | Mount Lemmon Survey |
| 645693 | 2007 UB100               | 21 novembre 2003  | Spacewatch          |
| 645694 | 2007 UU102               | 30 ottobre 2007   | Mount Lemmon Survey |
| 645695 | 2007 UW106               | 11 ottobre 2007   | Spacewatch          |
| 645696 | 2007 UF111               | 30 ottobre 2007   | Mount Lemmon Survey |
| 645697 | 2007 UE112               | 30 ottobre 2007   | Mount Lemmon Survey |
| 645698 | 2007 UQ116               | 30 ottobre 2007   | Spacewatch          |
| 645699 | 2007 UY122               | 31 ottobre 2007   | Spacewatch          |
| 645700 | 2007 UE126               | 10 agosto 2007    | R. Holmes           |

## 645701–645800
| Nome   | Designazione provvisoria | Data di scoperta  | Scopritore          |
| ------ | ------------------------ | ----------------- | ------------------- |
| 645701 | 2007 UN127               | 31 ottobre 2007   | Mount Lemmon Survey |
| 645702 | 2007 UU136               | 20 ottobre 2003   | NEAT                |
| 645703 | 2007 UZ136               | 30 ottobre 2007   | Spacewatch          |
| 645704 | 2007 UG137               | 19 ottobre 2007   | CSS                 |
| 645705 | 2007 UN137               | 16 ottobre 2007   | Mount Lemmon Survey |
| 645706 | 2007 UE145               | 21 ottobre 2007   | Mount Lemmon Survey |
| 645707 | 2007 UE146               | 21 ottobre 2007   | Mount Lemmon Survey |
| 645708 | 2007 UF146               | 18 ottobre 2007   | Spacewatch          |
| 645709 | 2007 UJ146               | 30 settembre 2011 | Mount Lemmon Survey |
| 645710 | 2007 UO146               | 26 agosto 2012    | Pan-STARRS          |
| 645711 | 2007 UD147               | 20 ottobre 2007   | Mount Lemmon Survey |
| 645712 | 2007 UC148               | 11 luglio 2007    | Osservatorio Lulin  |
| 645713 | 2007 UU148               | 22 giugno 2015    | Pan-STARRS          |
| 645714 | 2007 UV148               | 20 ottobre 2007   | Mount Lemmon Survey |
| 645715 | 2007 UG149               | 14 agosto 2012    | Spacewatch          |
| 645716 | 2007 UH149               | 2 gennaio 2009    | Spacewatch          |
| 645717 | 2007 UT149               | 3 aprile 2017     | Pan-STARRS          |
| 645718 | 2007 UX149               | 5 marzo 2013      | Mount Lemmon Survey |
| 645719 | 2007 UH150               | 23 settembre 2001 | NEAT                |
| 645720 | 2007 UO150               | 24 settembre 2012 | Spacewatch          |
| 645721 | 2007 UW150               | 14 aprile 2016    | Pan-STARRS          |
| 645722 | 2007 UX150               | 1 gennaio 2009    | Mount Lemmon Survey |
| 645723 | 2007 UR152               | 16 ottobre 2012   | Mount Lemmon Survey |
| 645724 | 2007 US152               | 30 settembre 2017 | Mount Lemmon Survey |
| 645725 | 2007 UU152               | 9 luglio 2016     | Pan-STARRS          |
| 645726 | 2007 UZ152               | 5 ottobre 2007    | R. Holmes           |
| 645727 | 2007 UZ153               | 20 gennaio 2009   | Mount Lemmon Survey |
| 645728 | 2007 UF154               | 26 ottobre 2011   | Pan-STARRS          |
| 645729 | 2007 UK159               | 18 ottobre 2007   | Spacewatch          |
| 645730 | 2007 UZ160               | 16 ottobre 2007   | Mount Lemmon Survey |
| 645731 | 2007 UA162               | 31 ottobre 2007   | Mount Lemmon Survey |
| 645732 | 2007 UD165               | 20 ottobre 2007   | Mount Lemmon Survey |
| 645733 | 2007 VR3                 | 8 ottobre 2007    | CSS                 |
| 645734 | 2007 VW3                 | 8 ottobre 2007    | CSS                 |
| 645735 | 2007 VQ10                | 25 settembre 2007 | Mount Lemmon Survey |
| 645736 | 2007 VX13                | 1 novembre 2007   | Mount Lemmon Survey |
| 645737 | 2007 VY17                | 1 novembre 2007   | Mount Lemmon Survey |
| 645738 | 2007 VE19                | 10 ottobre 2007   | Spacewatch          |
| 645739 | 2007 VV23                | 2 novembre 2007   | Mount Lemmon Survey |
| 645740 | 2007 VN25                | 1 novembre 2007   | Spacewatch          |
| 645741 | 2007 VV25                | 5 ottobre 2007    | Spacewatch          |
| 645742 | 2007 VJ33                | 2 novembre 2007   | Spacewatch          |
| 645743 | 2007 VA35                | 3 novembre 2007   | Spacewatch          |
| 645744 | 2007 VQ35                | 20 ottobre 2007   | Spacewatch          |
| 645745 | 2007 VD40                | 3 novembre 2007   | Mount Lemmon Survey |
| 645746 | 2007 VE42                | 3 novembre 2007   | Mount Lemmon Survey |
| 645747 | 2007 VX42                | 3 novembre 2007   | Spacewatch          |
| 645748 | 2007 VE50                | 1 novembre 2007   | Spacewatch          |
| 645749 | 2007 VV52                | 20 ottobre 2007   | Mount Lemmon Survey |
| 645750 | 2007 VK54                | 20 ottobre 2007   | Mount Lemmon Survey |
| 645751 | 2007 VX58                | 21 ottobre 2007   | Mount Lemmon Survey |
| 645752 | 2007 VT59                | 1 novembre 2007   | Spacewatch          |
| 645753 | 2007 VT64                | 1 novembre 2007   | Spacewatch          |
| 645754 | 2007 VP66                | 2 novembre 2007   | Spacewatch          |
| 645755 | 2007 VV68                | 7 aprile 2006     | Spacewatch          |
| 645756 | 2007 VS69                | 8 ottobre 2007    | Mount Lemmon Survey |
| 645757 | 2007 VY72                | 15 settembre 2007 | Mount Lemmon Survey |
| 645758 | 2007 VA76                | 10 ottobre 2007   | Mount Lemmon Survey |
| 645759 | 2007 VT77                | 12 ottobre 2007   | Spacewatch          |
| 645760 | 2007 VW77                | 3 novembre 2007   | Spacewatch          |
| 645761 | 2007 VO81                | 4 novembre 2007   | Spacewatch          |
| 645762 | 2007 VW81                | 4 novembre 2007   | Spacewatch          |
| 645763 | 2007 VN88                | 8 novembre 2007   | Spacewatch          |
| 645764 | 2007 VN104               | 3 novembre 2007   | Spacewatch          |
| 645765 | 2007 VA110               | 30 ottobre 2007   | Spacewatch          |
| 645766 | 2007 VP110               | 3 novembre 2007   | Spacewatch          |
| 645767 | 2007 VC111               | 3 novembre 2007   | Spacewatch          |
| 645768 | 2007 VM111               | 3 novembre 2007   | Spacewatch          |
| 645769 | 2007 VZ111               | 3 novembre 2007   | Spacewatch          |
| 645770 | 2007 VP115               | 3 novembre 2007   | Spacewatch          |
| 645771 | 2007 VO123               | 5 novembre 2007   | Mount Lemmon Survey |
| 645772 | 2007 VR124               | 5 novembre 2007   | Mount Lemmon Survey |
| 645773 | 2007 VO127               | 15 settembre 2007 | Spacewatch          |
| 645774 | 2007 VM130               | 1 novembre 2007   | Mount Lemmon Survey |
| 645775 | 2007 VW130               | 1 novembre 2007   | Mount Lemmon Survey |
| 645776 | 2007 VL132               | 21 ottobre 2007   | Spacewatch          |
| 645777 | 2007 VX132               | 2 novembre 2007   | Mount Lemmon Survey |
| 645778 | 2007 VC133               | 10 ottobre 2007   | Spacewatch          |
| 645779 | 2007 VE133               | 8 ottobre 2007    | Mount Lemmon Survey |
| 645780 | 2007 VK133               | 2 novembre 2007   | Mount Lemmon Survey |
| 645781 | 2007 VK138               | 11 ottobre 2007   | Spacewatch          |
| 645782 | 2007 VA146               | 4 novembre 2007   | Spacewatch          |
| 645783 | 2007 VD151               | 7 novembre 2007   | Mount Lemmon Survey |
| 645784 | 2007 VT156               | 18 ottobre 2007   | Mount Lemmon Survey |
| 645785 | 2007 VE158               | 15 settembre 2007 | Mount Lemmon Survey |
| 645786 | 2007 VG158               | 20 ottobre 2007   | Mount Lemmon Survey |
| 645787 | 2007 VE159               | 5 novembre 2007   | Spacewatch          |
| 645788 | 2007 VP163               | 5 novembre 2007   | Spacewatch          |
| 645789 | 2007 VH171               | 7 novembre 2007   | Spacewatch          |
| 645790 | 2007 VX172               | 2 novembre 2007   | Mount Lemmon Survey |
| 645791 | 2007 VC178               | 10 ottobre 2007   | Spacewatch          |
| 645792 | 2007 VG179               | 9 ottobre 2007    | Spacewatch          |
| 645793 | 2007 VT182               | 12 ottobre 2007   | Mount Lemmon Survey |
| 645794 | 2007 VG188               | 12 novembre 2007  | R. A. Tucker        |
| 645795 | 2007 VK188               | 10 settembre 2007 | Mount Lemmon Survey |
| 645796 | 2007 VT189               | 21 ottobre 2007   | Spacewatch          |
| 645797 | 2007 VF190               | 14 settembre 2007 | Mount Lemmon Survey |
| 645798 | 2007 VX190               | 15 novembre 2007  | Mount Lemmon Survey |
| 645799 | 2007 VV194               | 5 novembre 2007   | Mount Lemmon Survey |
| 645800 | 2007 VR206               | 20 maggio 2006    | Spacewatch          |

## 645801–645900
| Nome   | Designazione provvisoria | Data di scoperta  | Scopritore          |
| ------ | ------------------------ | ----------------- | ------------------- |
| 645801 | 2007 VK207               | 31 ottobre 2007   | CSS                 |
| 645802 | 2007 VA210               | 9 novembre 2007   | Spacewatch          |
| 645803 | 2007 VU210               | 9 novembre 2007   | Spacewatch          |
| 645804 | 2007 VL211               | 9 novembre 2007   | Spacewatch          |
| 645805 | 2007 VL212               | 1 novembre 2007   | Spacewatch          |
| 645806 | 2007 VR213               | 1 novembre 2007   | Spacewatch          |
| 645807 | 2007 VT217               | 5 novembre 2007   | Spacewatch          |
| 645808 | 2007 VT219               | 9 novembre 2007   | Spacewatch          |
| 645809 | 2007 VF220               | 9 novembre 2007   | Spacewatch          |
| 645810 | 2007 VT220               | 9 novembre 2007   | Spacewatch          |
| 645811 | 2007 VG221               | 10 settembre 2007 | Mount Lemmon Survey |
| 645812 | 2007 VD224               | 7 novembre 2007   | Spacewatch          |
| 645813 | 2007 VS228               | 7 novembre 2007   | Spacewatch          |
| 645814 | 2007 VV228               | 7 novembre 2007   | Spacewatch          |
| 645815 | 2007 VX228               | 7 novembre 2007   | Spacewatch          |
| 645816 | 2007 VW230               | 17 ottobre 2007   | Mount Lemmon Survey |
| 645817 | 2007 VQ231               | 16 ottobre 2007   | Mount Lemmon Survey |
| 645818 | 2007 VS231               | 7 novembre 2007   | Spacewatch          |
| 645819 | 2007 VX232               | 7 novembre 2007   | Spacewatch          |
| 645820 | 2007 VH239               | 5 novembre 2007   | Spacewatch          |
| 645821 | 2007 VX239               | 13 novembre 2007  | Spacewatch          |
| 645822 | 2007 VZ242               | 2 novembre 2007   | Mount Lemmon Survey |
| 645823 | 2007 VN248               | 5 novembre 2007   | Mount Lemmon Survey |
| 645824 | 2007 VA249               | 14 novembre 2007  | Mount Lemmon Survey |
| 645825 | 2007 VG249               | 14 novembre 2007  | Mount Lemmon Survey |
| 645826 | 2007 VO249               | 14 novembre 2007  | Mount Lemmon Survey |
| 645827 | 2007 VQ249               | 14 novembre 2007  | Mount Lemmon Survey |
| 645828 | 2007 VB250               | 14 novembre 2007  | Mount Lemmon Survey |
| 645829 | 2007 VT254               | 15 novembre 2007  | Mount Lemmon Survey |
| 645830 | 2007 VV254               | 12 ottobre 2007   | Mount Lemmon Survey |
| 645831 | 2007 VN255               | 12 novembre 2007  | Mount Lemmon Survey |
| 645832 | 2007 VV255               | 5 novembre 2007   | Spacewatch          |
| 645833 | 2007 VB256               | 5 novembre 2007   | Spacewatch          |
| 645834 | 2007 VR256               | 12 ottobre 2007   | Mount Lemmon Survey |
| 645835 | 2007 VX256               | 13 novembre 2007  | Mount Lemmon Survey |
| 645836 | 2007 VD258               | 15 novembre 2007  | Mount Lemmon Survey |
| 645837 | 2007 VH258               | 15 novembre 2007  | Mount Lemmon Survey |
| 645838 | 2007 VJ259               | 15 novembre 2007  | Mount Lemmon Survey |
| 645839 | 2007 VR259               | 15 novembre 2007  | Mount Lemmon Survey |
| 645840 | 2007 VN264               | 5 novembre 2007   | Spacewatch          |
| 645841 | 2007 VC268               | 7 novembre 2007   | CSS                 |
| 645842 | 2007 VM268               | 8 novembre 2007   | Mount Lemmon Survey |
| 645843 | 2007 VN274               | 5 novembre 2007   | Spacewatch          |
| 645844 | 2007 VY275               | 7 novembre 2007   | Spacewatch          |
| 645845 | 2007 VY278               | 14 novembre 2007  | Spacewatch          |
| 645846 | 2007 VL279               | 30 ottobre 2007   | Spacewatch          |
| 645847 | 2007 VO281               | 14 novembre 2007  | Spacewatch          |
| 645848 | 2007 VP282               | 16 ottobre 2007   | Mount Lemmon Survey |
| 645849 | 2007 VU283               | 20 ottobre 2007   | Mount Lemmon Survey |
| 645850 | 2007 VD285               | 5 novembre 2007   | Spacewatch          |
| 645851 | 2007 VJ285               | 14 novembre 2007  | Spacewatch          |
| 645852 | 2007 VV285               | 5 novembre 2007   | Spacewatch          |
| 645853 | 2007 VB294               | 1 novembre 2007   | Spacewatch          |
| 645854 | 2007 VO294               | 13 novembre 2007  | Spacewatch          |
| 645855 | 2007 VV296               | 30 agosto 2017    | Mount Lemmon Survey |
| 645856 | 2007 VJ299               | 10 ottobre 2007   | Spacewatch          |
| 645857 | 2007 VL314               | 2 novembre 2007   | Mount Lemmon Survey |
| 645858 | 2007 VR318               | 9 novembre 2007   | Spacewatch          |
| 645859 | 2007 VP322               | 1 novembre 2007   | Spacewatch          |
| 645860 | 2007 VD324               | 7 novembre 2007   | Spacewatch          |
| 645861 | 2007 VL331               | 6 novembre 2007   | Spacewatch          |
| 645862 | 2007 VF333               | 9 novembre 2007   | Spacewatch          |
| 645863 | 2007 VU338               | 3 novembre 2007   | Spacewatch          |
| 645864 | 2007 VH340               | 2 novembre 2007   | Mount Lemmon Survey |
| 645865 | 2007 VA341               | 7 novembre 2007   | Mount Lemmon Survey |
| 645866 | 2007 VV341               | 11 novembre 2007  | Mount Lemmon Survey |
| 645867 | 2007 VG342               | 14 settembre 2006 | Spacewatch          |
| 645868 | 2007 VL342               | 5 novembre 2007   | Spacewatch          |
| 645869 | 2007 VO342               | 7 novembre 2007   | CSS                 |
| 645870 | 2007 VA343               | 28 gennaio 2014   | Spacewatch          |
| 645871 | 2007 VJ343               | 21 agosto 2011    | Pan-STARRS          |
| 645872 | 2007 VS343               | 20 ottobre 2012   | Mount Lemmon Survey |
| 645873 | 2007 VZ343               | 19 ottobre 2011   | Spacewatch          |
| 645874 | 2007 VB344               | 16 ottobre 2012   | Spacewatch          |
| 645875 | 2007 VZ344               | 9 ottobre 2007    | Spacewatch          |
| 645876 | 2007 VJ345               | 12 novembre 2007  | Mount Lemmon Survey |
| 645877 | 2007 VK345               | 8 marzo 2013      | Pan-STARRS          |
| 645878 | 2007 VP348               | 9 novembre 2007   | Mount Lemmon Survey |
| 645879 | 2007 VT348               | 9 ottobre 2010    | Mount Lemmon Survey |
| 645880 | 2007 VV348               | 20 febbraio 2009  | Mount Lemmon Survey |
| 645881 | 2007 VA349               | 3 novembre 2007   | Mount Lemmon Survey |
| 645882 | 2007 VV349               | 30 settembre 2011 | Spacewatch          |
| 645883 | 2007 VE350               | 24 settembre 2017 | Pan-STARRS          |
| 645884 | 2007 VH350               | 5 novembre 2007   | Spacewatch          |
| 645885 | 2007 VO350               | 2 novembre 2007   | Spacewatch          |
| 645886 | 2007 VU350               | 5 novembre 2007   | Spacewatch          |
| 645887 | 2007 VV350               | 19 ottobre 2012   | Mount Lemmon Survey |
| 645888 | 2007 VY350               | 13 novembre 2007  | Spacewatch          |
| 645889 | 2007 VO351               | 27 agosto 2001    | W. Bickel           |
| 645890 | 2007 VT351               | 1 novembre 2007   | Spacewatch          |
| 645891 | 2007 VU352               | 14 novembre 2007  | Spacewatch          |
| 645892 | 2007 VG353               | 5 maggio 2016     | Pan-STARRS          |
| 645893 | 2007 VJ355               | 13 novembre 2007  | Mount Lemmon Survey |
| 645894 | 2007 VV356               | 17 ottobre 2012   | Pan-STARRS          |
| 645895 | 2007 VY356               | 2 novembre 2007   | Spacewatch          |
| 645896 | 2007 VE358               | 9 aprile 2015     | Mount Lemmon Survey |
| 645897 | 2007 VJ359               | 9 novembre 2007   | Spacewatch          |
| 645898 | 2007 VS360               | 7 novembre 2007   | Spacewatch          |
| 645899 | 2007 VT360               | 7 novembre 2007   | Spacewatch          |
| 645900 | 2007 VY360               | 21 giugno 2014    | Mount Lemmon Survey |

## 645901–646000
| Nome   | Designazione provvisoria | Data di scoperta  | Scopritore                   |
| ------ | ------------------------ | ----------------- | ---------------------------- |
| 645901 | 2007 VM361               | 4 novembre 2007   | Spacewatch                   |
| 645902 | 2007 VQ361               | 25 gennaio 2015   | Pan-STARRS                   |
| 645903 | 2007 VW361               | 18 agosto 2017    | Pan-STARRS                   |
| 645904 | 2007 VW362               | 2 novembre 2007   | Mount Lemmon Survey          |
| 645905 | 2007 VX362               | 12 novembre 2007  | Mount Lemmon Survey          |
| 645906 | 2007 VD363               | 12 settembre 2001 | Spacewatch                   |
| 645907 | 2007 VF364               | 17 gennaio 2005   | Spacewatch                   |
| 645908 | 2007 VK364               | 13 novembre 2007  | Mount Lemmon Survey          |
| 645909 | 2007 VB365               | 7 novembre 2007   | Spacewatch                   |
| 645910 | 2007 VG365               | 2 novembre 2007   | Mount Lemmon Survey          |
| 645911 | 2007 VJ365               | 12 novembre 2007  | Mount Lemmon Survey          |
| 645912 | 2007 VN365               | 3 novembre 2007   | Spacewatch                   |
| 645913 | 2007 VS365               | 3 novembre 2007   | Spacewatch                   |
| 645914 | 2007 VT365               | 3 novembre 2007   | Spacewatch                   |
| 645915 | 2007 VV365               | 6 novembre 2007   | Spacewatch                   |
| 645916 | 2007 VX365               | 5 novembre 2007   | Mount Lemmon Survey          |
| 645917 | 2007 VK367               | 7 novembre 2007   | Spacewatch                   |
| 645918 | 2007 VN367               | 14 novembre 2007  | Spacewatch                   |
| 645919 | 2007 VS369               | 8 novembre 2007   | Spacewatch                   |
| 645920 | 2007 VB374               | 2 novembre 2007   | Mount Lemmon Survey          |
| 645921 | 2007 VL374               | 2 novembre 2007   | Mount Lemmon Survey          |
| 645922 | 2007 VM374               | 14 novembre 2007  | Spacewatch                   |
| 645923 | 2007 VZ374               | 3 novembre 2007   | Spacewatch                   |
| 645924 | 2007 VB375               | 2 novembre 2007   | Mount Lemmon Survey          |
| 645925 | 2007 VK375               | 11 novembre 2007  | Mount Lemmon Survey          |
| 645926 | 2007 VL375               | 7 novembre 2007   | Spacewatch                   |
| 645927 | 2007 VM375               | 8 novembre 2007   | Mount Lemmon Survey          |
| 645928 | 2007 VL376               | 1 novembre 2007   | Mount Lemmon Survey          |
| 645929 | 2007 VL382               | 3 novembre 2007   | Mount Lemmon Survey          |
| 645930 | 2007 WJ7                 | 2 novembre 2007   | Spacewatch                   |
| 645931 | 2007 WQ7                 | 19 novembre 2007  | Mount Lemmon Survey          |
| 645932 | 2007 WC9                 | 16 novembre 2007  | Mount Lemmon Survey          |
| 645933 | 2007 WM11                | 9 novembre 2007   | CSS                          |
| 645934 | 2007 WF14                | 4 novembre 2007   | Spacewatch                   |
| 645935 | 2007 WT15                | 3 novembre 2007   | Spacewatch                   |
| 645936 | 2007 WB18                | 18 novembre 2007  | Mount Lemmon Survey          |
| 645937 | 2007 WF20                | 18 novembre 2007  | Mount Lemmon Survey          |
| 645938 | 2007 WE25                | 18 febbraio 2004  | C. Barbieri                  |
| 645939 | 2007 WG26                | 20 ottobre 2003   | Spacewatch                   |
| 645940 | 2007 WW26                | 18 novembre 2007  | Mount Lemmon Survey          |
| 645941 | 2007 WD27                | 18 novembre 2007  | Mount Lemmon Survey          |
| 645942 | 2007 WU30                | 1 novembre 2007   | Spacewatch                   |
| 645943 | 2007 WD31                | 19 novembre 2007  | Mount Lemmon Survey          |
| 645944 | 2007 WL33                | 19 novembre 2007  | Mount Lemmon Survey          |
| 645945 | 2007 WJ43                | 20 ottobre 2007   | Mount Lemmon Survey          |
| 645946 | 2007 WA47                | 3 novembre 2007   | Mount Lemmon Survey          |
| 645947 | 2007 WB47                | 3 novembre 2007   | Mount Lemmon Survey          |
| 645948 | 2007 WH47                | 20 novembre 2007  | Mount Lemmon Survey          |
| 645949 | 2007 WS47                | 2 novembre 2007   | Spacewatch                   |
| 645950 | 2007 WY48                | 4 novembre 2007   | Spacewatch                   |
| 645951 | 2007 WD51                | 8 novembre 2007   | Spacewatch                   |
| 645952 | 2007 WW53                | 2 novembre 2007   | Mount Lemmon Survey          |
| 645953 | 2007 WS54                | 4 novembre 2007   | Spacewatch                   |
| 645954 | 2007 WS58                | 18 novembre 2007  | Spacewatch                   |
| 645955 | 2007 WY63                | 17 novembre 2007  | Spacewatch                   |
| 645956 | 2007 WA65                | 18 novembre 2007  | Mount Lemmon Survey          |
| 645957 | 2007 WJ68                | 8 ottobre 2012    | Spacewatch                   |
| 645958 | 2007 WO68                | 11 gennaio 2014   | Spacewatch                   |
| 645959 | 2007 WQ68                | 10 settembre 2012 | W. Bickel                    |
| 645960 | 2007 WD69                | 20 novembre 2007  | CSS                          |
| 645961 | 2007 WK69                | 18 novembre 2007  | Spacewatch                   |
| 645962 | 2007 WF70                | 18 novembre 2011  | Mount Lemmon Survey          |
| 645963 | 2007 WK70                | 18 novembre 2007  | Spacewatch                   |
| 645964 | 2007 WW70                | 2 maggio 2017     | Mount Lemmon Survey          |
| 645965 | 2007 WA72                | 19 novembre 2007  | Spacewatch                   |
| 645966 | 2007 WG72                | 19 novembre 2007  | Mount Lemmon Survey          |
| 645967 | 2007 WK73                | 18 novembre 2007  | Mount Lemmon Survey          |
| 645968 | 2007 WN73                | 18 novembre 2007  | Mount Lemmon Survey          |
| 645969 | 2007 WA74                | 18 novembre 2007  | Mount Lemmon Survey          |
| 645970 | 2007 WB74                | 20 novembre 2007  | CSS                          |
| 645971 | 2007 WK75                | 20 novembre 2007  | Spacewatch                   |
| 645972 | 2007 XX3                 | 3 dicembre 2007   | Spacewatch                   |
| 645973 | 2007 XF8                 | 4 dicembre 2007   | CSS                          |
| 645974 | 2007 XF13                | 13 settembre 2007 | Mount Lemmon Survey          |
| 645975 | 2007 XU19                | 4 dicembre 2007   | CSS                          |
| 645976 | 2007 XC23                | 14 dicembre 2007  | J. W. Young                  |
| 645977 | 2007 XX27                | 14 dicembre 2007  | Mount Lemmon Survey          |
| 645978 | 2007 XF28                | 15 dicembre 2007  | Spacewatch                   |
| 645979 | 2007 XU42                | 15 dicembre 2007  | Spacewatch                   |
| 645980 | 2007 XC49                | 19 novembre 2007  | Mount Lemmon Survey          |
| 645981 | 2007 XG49                | 2 novembre 2007   | Mount Lemmon Survey          |
| 645982 | 2007 XJ49                | 4 dicembre 2007   | Mount Lemmon Survey          |
| 645983 | 2007 XA52                | 5 dicembre 2007   | Spacewatch                   |
| 645984 | 2007 XK57                | 3 novembre 2007   | Spacewatch                   |
| 645985 | 2007 XK59                | 11 febbraio 2004  | NEAT                         |
| 645986 | 2007 XK60                | 6 dicembre 2007   | Mount Lemmon Survey          |
| 645987 | 2007 XN60                | 3 dicembre 2007   | Spacewatch                   |
| 645988 | 2007 XM61                | 14 giugno 2010    | Mount Lemmon Survey          |
| 645989 | 2007 XO61                | 14 dicembre 2007  | Mount Lemmon Survey          |
| 645990 | 2007 XR61                | 15 dicembre 2007  | Spacewatch                   |
| 645991 | 2007 XS61                | 15 dicembre 2007  | Spacewatch                   |
| 645992 | 2007 XU61                | 13 novembre 2012  | M. Schwartz, P. R. Holvorcem |
| 645993 | 2007 XD62                | 21 ottobre 2012   | Pan-STARRS                   |
| 645994 | 2007 XE62                | 15 agosto 2017    | Pan-STARRS                   |
| 645995 | 2007 XC63                | 8 novembre 2007   | Spacewatch                   |
| 645996 | 2007 XK63                | 14 novembre 2012  | Spacewatch                   |
| 645997 | 2007 XQ63                | 17 novembre 2011  | Mount Lemmon Survey          |
| 645998 | 2007 XR63                | 8 ottobre 2012    | Pan-STARRS                   |
| 645999 | 2007 XC64                | 4 dicembre 2007   | Spacewatch                   |
| 646000 | 2007 XD64                | 3 dicembre 2007   | Spacewatch                   |